# ماثيو كلارك (لاعب كرة قدم)
ماثيو كلارك (بالإنجليزية: Matthew Clarke)‏ (22 سبتمبر 1996 في المملكة المتحدة - ) هو لاعب كرة قدم بريطاني في مركز الدفاع. لعب مع إيبسويتش تاون ونادي بورتسموث.

## وصلات خارجية
- ماثيو كلارك على موقع قاعدة بيانات كرة القدم.إي يو (الإنجليزية)
- ماثيو كلارك على موقع Soccerbase.com (لاعب) (الإنجليزية)
- ماثيو كلارك على موقع Soccerway.com (الإنجليزية)